# Charles Bylander
Charles Konstantin Bylander, född 21 maj 1869 i Jönköpings Kristina församling, Jönköping, död där 28 april 1921
, var en svensk dekorationsmålare och konstnär, verksam på olika platser i Sverige.
Som många andra målare före penicillinet drabbades han av kronisk njurinflammation och avled i sitt hem på öster (Tyska maden) i Jönköping knappt 52 år gammal. Bylander målade biografinteriörer (exempelvis Metropol i Jönköping, numera rivet) och altartavlor, såsom i Trehörningsjö kyrka. Hans landskap är representerade i många hem och en marinmålning föreställande Jönköpings hamn finns på Jönköpings läns museum.
Bylander var ogift och barnlös, men hans äldre bror Anders Bernhard (1864–1938), förde släktnamnet vidare. Även denne var konstnärligt verksam, närmare bestämt inom plåtindustrin.